# William Paats
Friedrich Wilhelm Paats Hantelmann, más conocido como William Paats (Róterdam, Países Bajos; 12 de enero de 1876-Asunción, Paraguay; 28 de agosto de 1946), fue, entre diversos roles, un dirigente social-deportivo, empresario, instructor de educación física y diplomático neerlandés, radicado en Paraguay desde los 18 años de edad.
Es considerado como una de las personalidades extranjeras más importantes que ha tenido el referido país sudamericano por su notable aporte en distintos ámbitos en pos del desarrollo de la sociedad.
Fundador en 1902 del primer club de fútbol, el Olimpia, y más tarde miembro creador de la Asociación Paraguaya de Fútbol, es reconocido como el padre del fútbol paraguayo al ser el pionero en fomentar la práctica de dicho deporte en el país.

## Biografía
William Paats, oriundo de la portuaria ciudad de Róterdam, situada al oeste de los Países Bajos, era hijo de Antonius Joanes Henricus Paats (comerciante) y de Catharina María Louise Hantelmann. Además tuvo como hermanos a Friedrich Georg Christian, Cornelia Marie Dorotea, Catharina Marie Louise y Marie Henriette Martha Paats Hantelmann. Con sus 18 años, el joven William decidió emigrar con destino a Sudamérica, producto de una recomendación médica que le fue indicada debido a que padecía de un déficit de tipo respiratorio.
Y fue así que, buscando mejorar su calidad de vida en un país con un clima de características adecuadas para paliar dicha dolencia, se encontró con Paraguay, su segunda patria. Previamente, a modo de escala, tuvo un fugaz paso por la capital argentina, en donde era recibido por su homónimo tío y a la vez padrino, el cual se desempeñaba como cónsul neerlandés en ese país. Así, llegó a Asunción para radicarse en forma definitiva desde 1894, siendo invitado por Enrique Plate, gerente de un banco local. Junto a éste empezó a trabajar como perito mercantil y contador, además de traductor público pues era hiperpolíglota.
Propenso a toda clase de actividad en la que se involucre como objetivo promordial el bien común, William Paats pasó a tomar parte de la fraternidad masónica. En la misma se inició en julio de 1899 en la Augusta y Respetable Logia Sol Naciente N.º 2 llegando a ser en el futuro uno de sus miembros más reconocidos.
También cumplió una destacada labor en el competitivo mundo del comercio, conformando dupla con el señor Lapierre, sociedad que supo ser una de las más prestigiosas durante las primeras décadas del siglo XX.
Con respecto al lado más íntimo de Paats, como resultado de la unión con la paraguaya Martina Rodríguez, concibió una hija llamada Margarita. Sin embargo, poco tiempo después, en 1903, tras fallecer su madre, la niña era enviada a Holanda al cuidado de los abuelos paternos. No obstante, William volvió a establecer una nueva relación sentimental, esta vez con la también paraguaya Matilde Melián Chiapi, con quien contrajo matrimonio el 17 de julio de 1904 en la ciudad de Itauguá, cuyo enlace dio origen a varias generaciones.
Luego, se introduce en algo que sin dudas ha sido una de sus mayores pasiones: el deporte. Como instructor de educación física fue el encargado de fomentar la práctica de una serie de, por entonces, novedosas disciplinas con carácter lúdico, entre ellas el fútbol. Una de las versiones cuenta que fue él mismo quien sembró la semilla del citado deporte al traer desde Buenos Aires la primera pelota (con inflador incluido) para luego ser exhibida y puesta en juego en los distintos lugares de recreación del país. También señala que fue el organizador del primer partido, celebrado el 23 de noviembre de 1901, en Asunción, disputado por equipos integrados por alumnos de la Escuela Normal de Maestros.
Por otro lado, otra fuente indica que el balompié desembarcó a tierra guaraní por intermedio de los técnicos ingleses del Ferrocarril, jugándose por primera vez un encuentro entre estos funcionarios y sus pares paraguayos de la empresa ferroviaria, en Borja, departamento de Guairá. De todos modos, fue Paats el impulsor principal de la expansión del fútbol en Paraguay, constituyéndose, el 25 de julio de 1902, en el fundador del primer club, el Olimpia de Asunción, como asimismo en cofundador, cuatro años después, de la entidad matriz nacional, denominada en aquel momento Liga Paraguaya de Fútbol (hoy Asociación). De ésta fue presidente entre 1909 y 1910.
Más tarde, continuando con su admirable sentido de construcción ciudadana, en 1912, en tarea conjunta sienta las bases de la Asociación de Boy Scouts del Paraguay. En 1921, crea otra tradicional institución deportiva bautizada bajo el nombre de Club Deportivo de Puerto Sajonia, el cual poco después presidió. Además, fue parte de la refundación del club Libertad y del nacimiento del Touring y Automóvil Club del Paraguay, en 1924, y de la Asociación Cristiana de Jóvenes, esto en el año 1943.
Paats también fue capaz de dar una valiosa colaboración a su patria por adopción durante la guerra del Chaco, librada contra Bolivia entre 1932 y 1935, conformando la Legión Civil Extranjera, entidad que empleó recursos para brindar ayuda al gobierno paraguayo en defensa de la soberanía nacional. Por si fuera poco, ejerció la función de representante diplomático de los Países Bajos ante Paraguay.
Don William Paats falleció en Asunción el 28 de agosto de 1946, a la edad de 70 años, dejando tras de sí un gran legado a través de una extensa trayectoria difícil de igualar.